# Schmidtiphaea
Schmidtiphaea is een geslacht van libellen (Odonata) uit de familie van de Euphaeidae (Oriëntjuffers).

## Soorten
Schmidtiphaea omvat 1 soort:
- Schmidtiphaea schmidi Asahina, 1978